# Францбургская капитуляция
Фра́нцбургская капитуля́ция (нем. Franzburger Kapitulation) — договор, подписанный 10 (20) ноября 1627 года и обусловивший капитуляцию герцогства Померания перед войсками Священной Римской империи во время Тридцатилетней войны. Был подписан герцогом Померании Богуславом XIV и Гансом Георгом фон Арним-Бойценбургом, командовавшим оккупационными силами, входившими в имперскую армию, возглавляемую Альбрехтом фон Валленштейном.

## Предыстория
Померанское герцогство перешло в протестантизм в 1534 году. В Священной Римской империи оно входило во внутренне расколотый Верхнесаксонский округ, который после начала Тридцатилетней войны, изначально бывшей конфликтом между католиками и протестантами, объявил в 1620 году о своём нейтралитете. В 1624 году курфюршество Саксония перешло на сторону императора, но Бранденбург и Померания сохраняли нейтралитет, однако из опасения перед мощью Католической лиги отвергли союз, предложенный протестантской Данией.
В 1625 году имперская армия под руководством Альбрехта фон Валленштейна оккупировала находящиеся в Нижней Саксонии княжества-епископства Магдебург и Хальберштадт, попутно оккупировав и разграбив верхнесаксонские графства Хонштайн и Вернигероде. Эта армия поддерживала войска Католической лиги, которыми командовал Тилли.
В качестве контрмеры датские силы под командованием Эрнста фон Мансфельда в том же 1625 году оккупировали бранденбургские регионы Альтмарк и Пригниц к юго-западу от Померании, но в 1626 году были разбиты имперскими войсками в битве у моста Дессау. За исключением курфюршества Саксония, рассматривавшегося Валленштайном как фактическим членом Католической лиги, после нейтрализации Дании государства Верхнесаксонского округа были оккупированы и опустошены имперскими войсками. Формально округ сохранял нейтралитет.
В ноябре 1626 года шведы, несмотря на несогласие герцога, стали рекрутировать войска в Померании. В феврале 1627 года шведские войска пересекли Померанию, чтобы вступить на территорию Речи Посполитой, с которой они воевали. В июле имперские войска пересекли территорию герцогства в районе Пиритца. Дабы избежать ожидаемой оккупации, герцог Богислав XIV предложил в октябре 60 тысяч талеров. Затем сумма была поднята до 200 тысяч, но Альбрехт фон Валленштайн вместо этого приказал Гансу-Георгу фон Арниму оккупировать померанские порты и конфисковать все суда.
Империи пришлось оккупировать Померанию по стратегическим соображениям: нужно было обезопасить южное побережье Балтийского моря от датского короля Кристиана IV, чьё морское господство на нём империя не могла оспорить.

## Условия
По условиям договора Померании пришлось принять на постой имперские войска (два десятка многонациональных полков, насчитывавших 31 тысячу пехоты и 7540 кавалеристов). Войска размещались во всех городах и деревнях, за исключением доменов Померанского дома, поместий рыцарей, домов духовенства, членов магистратов и учёных, а также герцогских резиденций Дамм, Кёслин, Штеттин и Вольгаст. Условия капитуляции накладывали ограничения на армию — она не могла вмешиваться в вопросы торговли, транспорта или ремесла, заниматься грабежами или насилием, свободно пользоваться оружием. Герцогство должно было еженедельно выплачивать по 407 рейхсталеров на роту и дополнительно 2580 рейхсталеров соответствующему персоналу.

## Реализация
Города Анклам, Деммин, Грайфсвальд и Кольберг получили имперские гарнизоны, в прочих городах были размещены мелкие подразделения. Кавалерия размещалась в основном в деревнях — как по причине уменьшения проблем с обслуживанием лошадей, так и в связи с более низким процентом дезертирства по сравнению с пехотой.
Размещение войск следовало обычной практике (хоть и не прописанной в тексте капитуляции): собственники жилья и территории должны были обеспечивать солдат постелью, уксусом и солью, а также бесплатно предоставлять им кухню и тёплую жилую комнату. За еду, теоретически, следовало платить; солдаты должны либо компенсировать расходы, либо покупать свои продукты в специально организованных складах.
Валленштейн пообещал императору Фердинанду II, что будет содержать армию сам. На практике это означало, что армия кормилась и оплачивалась за счёт контрибуций или грабежа оккупированных территорий. Так как старшие офицеры часто удерживали те доли контрибуций, которые должны были передаваться низшим чинам, то солдаты удовлетворяли свои нужды за счёт местного населения.
Помимо неудобств от условий капитуляции, расквартирование войск приводило к более частым эпидемиям, высокому количеству мусора и уменьшению количества природных ресурсов. К 7 мая 1628 года Померания выплатила в качестве контрибуции 466 981 рейхсталер — вдвое больше годового дохода всего Верхнесаксонского округа. Саксонский курфюрст Иоганн Георг I, считавший Верхнесаксонский округ своей сферой влияния, резко критиковал практику Валленштайна, но безрезультатно.
Единственным городом, не подчинившимся герцогскому приказу о капитуляции, стал Штральзунд, долгое время бывший независимым в качестве ганзейского города. Он обратился за помощью к Дании и Швеции и получил её от обоих государств. Валленштейн осадил город в 1628, лично командовав несколькими неудачными приступами в июле. Поняв, что Штральзунд стал его первой серьёзной неудачей, он снял осаду и разгромил Кристиана IV возле Вольгаста. Тогда Штральзунд заключил союз с шведским королём Густавом II Адольфом, став его плацдармом на имперской территории и обеспечив вступление Швеции в Тридцатилетнюю войну.
В феврале 1629 года герцог Богуслав XIV попросил облегчить условия оккупации, и хотя император Фердинанд II ободрил герцога, никаких изменений не последовало. Вместо этого в марте вышел Реституционный эдикт, провозгласивший рекатолизацию протестантских государств Империи. Заключённый в мае Любекский мир, положивший конец боевым действиям между императором и датским королём, также не привёл к облегчению или завершению оккупации.
После того, как при посредничестве Франции в сентябре 1629 года было заключено Альтмаркское перемирие между Швецией и Речью Посполитой, Швеция приготовилась к вторжению в Священную Римскую империю. Вторжение началось с высадки войск Густава Адольфа на острове Узедом весной 1630 года, в то время как одновременная атака на Рюген и прилегающую часть материка гарнизона Штральзунда обеспечила его фланг. В результате Францбургская капитуляция была заменена померанско-шведским альянсом, подтверждённым Штеттинским договором.